# Suuremõisa lahe
Suuremõisa lahe este o arie protejată (arie specială de conservare — SAC, sit de importanță comunitară — SCI) din Estonia întinsă pe o suprafață de 372,8 ha, integral pe uscat.

## Localizare
Centrul sitului Suuremõisa lahe este situat la coordonatele 58°33′04″N 23°13′50″E / 58.5511°N 23.2305°E.

## Înființare
Situl Suuremõisa lahe a fost declarat sit de importanță comunitară în aprilie 2004 pentru a proteja un număr necunoscut de specii din flora spontană și fauna sălbatică aflate în arealul zonei. Situl a fost protejat și ca arie specială de conservare în iulie 2010.

## Biodiversitate
Situată în ecoregiunea boreală, aria protejată conține 5 habitate naturale: Alvar nordic și șisturi calcaroase precambriene, Mlaștini calcaroase cu Cladium mariscus și specii de Caricion davallianae, Mlaștini alcaline, Taiga vestică, Pășuni din zone de pădure fino-scandinave.
La baza desemnării sitului se află un număr nedeclarat de specii protejate.